# Willy Van Neste
Willy Van Neste (Zwevezele, Wingene, 10 de març de 1944) és un ciclista belga, ja retirat, que fou professional entre 1966 i 1976. Va participar en set edicions del Tour de França, aconseguint una victòria a l'edició de 1967. Aquest triomf li serví per ser líder de la cursa francesa durant una jornada. Altres èxits importants foren la victòria als Quatre dies de Dunkerque el 1970, el Campionat de Zúric, el 1972, i el Gran Premi de Fourmies, el 1967. A banda d'aquests èxits aconseguí posicions destacables a la Gent-Wevelgem i l'Amstel Gold Race on fou segon en les edicions de 1968 i 1970 respectivament.

## Palmarès
- 1965
  - 1r al Tour de Namur i vencedor de 2 etapes
- 1966
  - 1r a la Wavre-Lieja
  - 1r a la Fletxa Ardenesa
  - Vencedor d'una etapa de la Cursa de la Pau
- 1967
  - 1r al Gran Premi de Fourmies
  - Vencedor d'una etapa del Tour de França
  - Vencedor d'una etapa de la Volta a Catalunya
- 1968
  - 1r al Circuit de les Ardenes flamenques - Ichtegem
- 1969
  - 1r a la Ronse-Doornik-Ronse
- 1970
  - 1r als Quatre dies de Dunkerque i vencedor d'una etapa
  - 1r al Gran Premi Marcel Kint
- 1972
  - 1r al Campionat de Zúric
  - 1r al Tour de Flandes Oriental
- 1973
  - Vencedor d'una etapa de l'Etoile des Espoirs
- 1974
  - 1r al Gran Premi Marcel Kint
  - Vencedor d'una etapa del Tour del Mediterrani

### Resultats al Tour de França
- 1967. Abandona (11a etapa). Vencedor d'una etapa. Porta el mallot groc durant una etapa
- 1969. Abandona (10a etapa)
- 1970. 16è de la classificació general
- 1971. 70è de la classificació general
- 1972. 33è de la classificació general
- 1973. Abandona (11a etapa)
- 1974. 24è de la classificació general

### Resultats al Giro d'Itàlia
- 1968. 5è de la classificació general

### Resultats a la Volta a Espanya
- 1975. 36è de la classificació general
- 1976. 30è de la classificació general